# Shorea flemmichii
Espèce
Statut de conservation UICN

 VU A4c; B2ab(iii,v) : Vulnérable
Shorea flemmichii est une espèce de plantes du genre Shorea de la famille des Dipterocarpaceae.